# Пливање на Летњим олимпијским играма 1896 — 500 метара слободно за мушкарце
Пливање 500 метара слободно за мушкарце је била једна од четири пливачке дисциплине на Олимпијским играма 1896. у Атини.
Учествовала су само три пливача из две земље. Нојман је донео Аустрији прву златну медаљу, Алфред Хајош, који је имао намеру победити у све три званичне дисциплине, није се такмичио на 500 метара, јер је почело одмах после трке од 100 метара. Трећепласирани Ефстатиос Хорофас се такмичио у све три дисциплине.

## Земље учеснице
- Аустрија (1)
- Грчка {2}

| Место | Пливач                  | Време     |
| ----- | ----------------------- | --------- |
| 1.    | Паул Нојман Аустрија    | 8:12,6    |
| 2.    | Антониос Пепанос Грчка  | 9:57,6    |
| 3.    | Ефстатиос Хорофас Грчка | непознато |

### Биланс медаља
| Ранг | Држава     | Злато | Сребро | Бронза | Укупно |
| 1.   | Аустрија   | 1     | 0      | 0      | 1      |
| 2.   | Грчка      | 0     | 1      | 1      | 2      |
|      | Укупно (2) | 1     | 1      | 1      | 3      |